# 井上秀明
井上 秀明（いのうえ ひであき）は、日本の編集技師である。横浜放送映画専門学院（現・日本映画大学）4期卒業。
同期には撮影監督の猪本雅三や、山本英夫、編集技師の小島俊彦他がいる。

## 略歴
1958年、兵庫県生まれ。横浜放送映画専門学院（現・日本映画学校）4期卒業。浦岡敬一、黒岩義民、諏訪三千男、鍋島惇各エディター及び特撮監督川北紘一を師と仰ぐ。
劇場用アニメ『テクノポリス21C』以降、劇映画作品、テレビドラマ、CM、プロモーションビデオクリップ、ドキュメンタリー番組、バラエティ番組、他大小作品200作品以上を編集。
1992年第一回文化庁国内インターンシップを映画部門で受ける。2014年、『青木ヶ原』で第23回日本映画批評家大賞・編集賞を受賞。
現在は(有)イマージュ代表取締役でもある。

## 主な作品

### 映画
- 『テクノポリス21C』（1982年）
- 『いつかどこかで』（1992年）
- 『プロゴルファー織部金次郎3　飛べバーディー』（1995年）
- 『プロゴルファー織部金次郎4　シャンクシャンクシャンク』（1997年）
- 『もうDEBUなんて言わせない!』（1997年）
- 『いずれの森か青き海』（2003年）
- 『千年火』（2003年）
- 『Watch with Me 卒業写真』（2007年）
- 『青木ヶ原』（2013年）

## 著作物
- 『図解だからわかりやすい映像編集の教科書』（2007年・玄光社）ISBN 978-4-7683-0244-6